# Sulpícia Driantila
Sulpícia Driantila (em latim: Sulpicia Dryantilla) foi uma nobre romana do século III, consorte do usurpador Regaliano (r. 260). Tinha provável origem lícia e era filha de Cláudia Amiana Driantila e Sulpício Polião, importante senador e oficial sob o imperador Caracala (r. 198–217). Em 260, seu esposo usurpou o poder na Panônia contra Galiano (r. 253–268). Para reforçar sua posição, Driantila foi elevada augusta e moedas foram cunhadas.